# Nicolas Bridet
Nicolas Bridet est un acteur français, connu du grand public pour son rôle dans le film Tu seras mon fils.

## Biographie
Après des études en seconde 8 au fameux lycée avant-gardiste Gaston Febus d'Orthez et au Conservatoire national supérieur de Paris, il coréalise en 2000 son premier court-métrage, Maltonius Olbren, avant d’apparaître deux ans plus tard dans son premier film en tant qu’acteur, Le Doux Amour des hommes.
Il multiplie alors les tournages, et joue notamment dans L’Équipier, Les Amants réguliers, mais aussi Je vais bien, ne t’en fais pas. Présent sur le grand écran, Nicolas Bridet joue également sur scène au théâtre, dans la pièce d’Oscar Wilde L’Éventail de Lady Windermere puis dans Pelléas et Mélisande, ou encore L’Échange. En 2009, il fait une apparition dans le film La Rafle avant d’enchaîner avec le film de Gilles Legrand Tu seras mon fils, sorti en 2011, tourné aux côtés notamment de Niels Arestrup et Lorànt Deutsch.
Succès à la fois critique et commercial, ce film vaut à l’acteur une nomination aux César dans la catégorie meilleur espoir masculin. Depuis, on a pu croiser Nicolas Bridet dans le film de Pierre Jolivet, Mains armées, et dans un épisode de la série Les Petits Meurtres d’Agatha Christie en 2013.

## Filmographie

### Cinéma
- 2002 : Le Doux Amour des hommes de Jean Paul Civeyrac
- 2004 : L'Équipier de Philippe Lioret
- 2005 : Les Amants réguliers de Philippe Garrel
- 2006 : Je vais bien, ne t'en fais pas de Philippe Lioret
- 2007 : Les Deux Mondes de Daniel Cohen
- 2007 : Les Vacances de Mr. Bean de Steve Bendelack
- 2007 : Deux Vies plus une de Idit Cebula
- 2009 : Le Premier Cercle de Laurent Tuel
- 2010 : La Rafle de Rose Bosch
- 2011 : Tu seras mon fils de Gilles Legrand
- 2012 : Mains armées de Pierre Jolivet
- 2014 : Maestro de Léa Fazer
- 2014 : Elle l'adore de Jeanne Herry
- 2014 : Crépuscule des ombres de Mohammed Lakhdar-Hamina
- 2015 : Je ne suis pas un salaud d'Emmanuel Finkiel
- 2017 : Mission Pays basque de Ludovic Bernard
- 2017 : À deux heures de Paris de Virginie Verrier
- 2018 : Pupille de Jeanne Herry
- 2018 : Demi-sœurs de Saphia Azzeddine, François-Régis Jeanne
- 2018 : Grâce à Dieu de François Ozon
- 2019 : J'accuse de Roman Polanski
- 2020 : Profession du père de Jean-Pierre Améris
- 2022 : Les Cyclades de Marc Fitoussi
- 2023 : Le Consentement de Vanessa Filho
- 2025 : Les Musiciens de Grégory Magne
- 2025 : 13 jours, 13 nuits de Martin Bourboulon

### Télévision
- 2006 : Le fond de l'air est frais de Laurent Carcélès
- 2006 : Une saison Sibélius de Mario Fanfani
- 2006 : La Crim' (épisode Le Goût du crime)
- 2009 : Joséphine, ange gardien (épisode Joséphine fait de la résistance)
- 2009 : Nicolas Le Floch (épisode L'Affaire Nicolas Le Floch)
- 2009 : Les Bleus : Premiers pas dans la police (épisode Alerte enlèvement)
- 2009 : Les Petits Meurtres d'Agatha Christie saison 1 (épisode Les Meurtres ABC)
- 2009 : Brigade Navarro (épisode Fantôme)
- 2009 : Un flic (épisode Jackpot)
- 2013 : Le Déclin de l'empire masculin de Angelo Cianci
- 2013 : Un petit bout de France de Bruno Le Jean
- 2014 : Les Petits Meurtres d'Agatha Christie saison 2 (épisode Meurtre à la kermesse)
- 2017 : La Vie devant elles (saison 2) de Gabriel Aghion
- 2018 : Dix pour cent (épisode Monica)
- 2020 : Réunions de Laurent Dussaux
- 2020 : Bulle d'Anne Deluz
- 2021 : 100 % bio de Fabien Onteniente
- 2021 : Les Héritiers : Paul Larcher
- 2022 : Juliette dans son bain de Jean-Paul Lilienfeld
- 2023 : Pamela Rose, la série de Ludovic Colbeau-Justin
- 2025 : Meurtres à Douai de Pascale Guerre

## Distinctions
- 2014 : Meilleur second rôle masculin au Festival Jean Carmet de Moulins (Prix du Public) pour son rôle dans Maestro de Léa Fazer
- Césars 2012 : nomination au César du meilleur espoir masculin pour Tu seras mon fils de Gilles Legrand.